# Linda (Přední Výtoň)
Linda (německy Linden)  je zaniklá ves na území obce Přední Výtoň v okrese Český Krumlov.

## Historie
V roce 1379 zde byla sklářská huť. Název Linda byl uváděn v roce 1440. Od poloviny 19. století do poloviny 20. století byla Linda osadou obce Pasečná (Reiterschlag). Patřila do farnosti Rychnůvek. V období první republiky zde byly 2 mlýny a dva hostince. V roce 1950 byla Linda osadou obce Frymburk. V dalších letech ves zanikla.

### Počet obyvatel a domů v letech 1869–1950[4]
|           | 1869 | 1880 | 1890 | 1900 | 1910 | 1921 | 1930 | 1950 |
| --------- | ---- | ---- | ---- | ---- | ---- | ---- | ---- | ---- |
| Obyvatelé | 192  | 164  | 172  | 161  | 184  | 173  | 158  | 11   |
| Domy      | 20   | 27   | 27   | 27   | 27   | 26   | 26   | 14   |